# Sígfrid Gràcia i Royo
Sígfrid Gràcia i Royo (Gavà, 27 de març de 1932 – Gavà, 23 de maig de 2005) fou un destacat futbolista català dels anys 50 i 60. Va ser internacional amb la selecció catalana i amb la selecció espanyola.

## Biografia
Format en les categories juvenils del CF Gavà, Barcelona amateur i l'Espanya Industrial, jugà al FC Barcelona durant 14 temporades, entre 1952 i 1966. Jugà com a defensa esquerra i destacà per la seva sobrietat i seguretat, cosa que el convertí en un jugador molt estimat pels afeccionats. Tot i jugar com a davanter a les categories inferiors del club, Ferran Daucik se situà com a defensa al primer equip, on arribà a disputar 525 partits i marcà 21 gols. La seva dilatada trajectòria al club l'ha situat a la sisena posició de la llista de jugadors amb més partits, per darrere d'homes com Migueli, Rexach, Amor, Segarra i Rifé.
Al Barça coincidí amb un gran estol de jugadors, vivint una de les èpoques daurades del club. Tres lligues espanyoles, quatre copes d'Espanya i tres Copes de Fires són els seus principals títols al club. Malgrat aquest brillant palmarès no aconseguí guanyar la Copa d'Europa, perdent la final de la Copa d'Europa de 1961 enfront del SL Benfica (3-2) al Wankdorf Stadium de Berna, la primera final de la Copa d'Europa que jugava el Barça.
Fou 10 cops internacional absolut i un cop internacional B amb la selecció estatal. Debutà l'any 1959 i el seu acomiadament coincidí amb el Campionat del Món de Xile 1962.
Es retirà del futbol en actiu l'any 1966. El 12 d'octubre d'aquell any, es disputà al Camp Nou un partit d'homenatge i comiat, en companyia del també jugador Martí Vergés, i on el club empatà a 1 amb el Benfica. Va morir a Gavà el 2005, com a homenatge pòstum se li dedicà un bust seu a l'estadi de la Bòbila del CF Gavà.

## Palmarès
- 3 Lligues espanyoles: 1953, 1959, 1960.[1]
- 4 Copes espanyoles: 1953, 1957, 1959, 1963.[1]
- 3 Copes de Fires: 1955-58, 1958-60, 1965-66.[1]
- 1 Copa Eva Duarte de Perón: 1953.[1]